# Никитин, Михаил Александрович (биолог)
Михаил Александрович Никитин (род. 1982, Москва) — российский биолог, научный сотрудник отдела эволюционной биохимии Научно-исследовательского института физико-химической биологии имени Белозерского при Московском государственном университете (с 2008 года). Преподаватель МГУ и летних школ.

## Биография
Родился в Москве 10 ноября 1982 года. С отличием окончил биологический факультет МГУ.
Занимается исследованием эволюции геномов животных и молекулярной филогенетикой. Известен и как популяризатор науки. Его цикл статей о биогенезе в журнале «Химия и жизнь» в 2014 году был отмечен премией Беляева. В 2016 году книга Никитина «Происхождение жизни: от туманности до клетки» вошла в лонг-лист премии «Просветитель», вручаемой за лучшее научно-популярное произведение на русском языке. Позднее книга была также отмечена высокими оценками экспертов программы «Всенаука» и попала в число научно-популярных книг, размещенных в электронном виде бесплатно для всех читателей в рамках проекта «Дигитека».
С 10 сентября 2016 года женат на писателе-фантасте Елене Кармальской (род. 1987).
В июле 2019 года Михаил Никитин стал одним из символов протестного движения против массового снятия с выборов в Мосгордуму оппозиционных кандидатов. Фотоснимок учёного, которого с заломленными руками ведут сотрудники Росгвардии, был опубликован целым рядом российских и мировых СМИ, включая Meduza, Spiegel и France-Presse.